# Unterseeboot UC-32
Pour les autres navires du même nom, voir Unterseeboot 32.
L'Unterseeboot UC-32 est un sous-marin (U-Boot) mouilleur de mines allemand de type UC II utilisé par la Kaiserliche Marine pendant la Première Guerre mondiale. Le U-boot a été commandé le 29 août 1915 et lancé le 12 août 1916. Il a été mis en service dans la marine impériale allemande le 13 septembre 1916 sous le nom de UC-32.  En trois patrouilles, l'UC-32 a coulé six navires, soit par ses torpilles, soit par les mines qu’il a posées. L'UC-32 a été coulé par l’explosion d’une de ses propres mines le 23 février 1917.

## Conception
Sous-marin de type UC II, l'UC-32 avait un déplacement de 400 tonnes en surface et de 480 tonnes en plongée. Il avait une longueur hors tout de 49,45 m, un maître-bau de 5,22 m et un tirant d'eau de 3,68 m. Le sous-marin était propulsé par deux moteurs diesel 6 cylindres à quatre temps produisant chacun 250 ch (180 kW), soit un total de 500 ch (370 kW), et par deux moteurs électriques produisant 460 ch (340 kW), actionnant deux arbres d'hélice.
Le sous-marin avait une vitesse maximale de 11,6 nœuds (21,5 km/h) en surface et de 6,6 nœuds (12,2 km/h) en immersion. Son autonomie était de 10 040 milles marins (18 590 km) à 7 nœuds (13 km/h) en surface, et de 53 milles marins (98 km) à 4 nœuds (7,4 km/h) en immersion. Il lui fallait 48 secondes pour plonger, et il était capable d’opérer à une profondeur maximale de 50 mètres.
L'UC-32 était équipé de trois tubes lance-torpilles de 500 mm, un à l’arrière et deux à l’avant, avec sept torpilles, et d’un canon de pont de 8,8 cm SK L/30. Mais son arme principale était ses six puits de mine de 1 000 mm portant dix-huit mines UC 200. Son effectif était de vingt-six membres d’équipage.

## Affectations
- I Flottille : du 27 novembre 1916 au 23 février 1917

## Commandants
- Oberleutnant zur See Herbert Breyer : du 13 septembre 1916 au 23 février 1917

## Navires coulés
| Date             | Nom        | Nationalité      | Tonnage | Destin |
| ---------------- | ---------- | ---------------- | ------- | ------ |
| 14 décembre 1916 | Burnhope   | United Kingdom   | 1941    | Coulé  |
| 20 décembre 1916 | Hildawell  | United Kingdom   | 2494    | Coulé  |
| 29 janvier 1917  | Edda       | Suède            | 536     | Coulé  |
| 31 janvier 1917  | Ida Duncan | United Kingdom   | 139     | Coulé  |
| 1er février 1917 | Jerv       | Norvège          | 1112    | Coulé  |
| 1er mars 1917    | Apollonia  | Royaume d'Italie | 2861    | Coulé  |